# Cesarea (Israel)
Cesarea (en hebreu, קיסריה, qessaryà) és un consell local del districte de Haifa d'Israel. Es troba a la costa mediterrània, prop de les restes arqueològiques de la ciutat romana de Cesarea de Palestina, a pocs quilòmetres al nord de Hadera i a uns 50 km al nord de Tel-Aviv.

## Història
Els inicis de la Cesarea moderna comencen el 1884, quan un grup de musulmans de Bòsnia van instal·lar-s'hi i van construir-hi una mesquita; encara que un grup de la Societat del Temple també van intentar crear un assentament sota la forma d'excavació arqueològica. Durant la guerra araboisraeliana de 1948 el poble fou abandonat.
A finals del segle xix i a principis del s. XX, el baró Edmond James de Rothschild adquirí la majoria dels terrenys al voltant de Cesarea. Després de l'establiment de l'estat d'Israel, la família Rothschild cedí aquestes propietats a la Fundació Edmond Benjamin de Rothschild de Cesarea. La Corporació de Desenvolupament Edmond Benjamin de Rothschild de Cesarea és la branca operativa de la fundació, i fou creada "per a establir un assentament únic, basat en els valors de la qualitat de vida i del medi ambient, un parc industrial per a indústries d'última tecnologia i per a fer de Cesarea un centre turístic nacional".
Així, Cesarea ha esdevingut l'únic municipi d'Israel gestionat per una organització privada (la Corporació de Desenvolupament de Cesarea) en lloc de per un govern municipal. A més de proveir els habitants de Cesarea dels serveis municipals habituals, la Corporació també s'encarrega de la venda de propietats immobiliàries al terme municipal i gestiona el nucli industrial, el camp de golf i el club de camp.
La localitat és un dels nuclis urbans més benestants d'Israel. El baró de Rothschild actual encara hi té una residència, així com moltes persones de patrimoni elevat i personalitats polítiques d'Israel, com ara l'expresident Ezer Weizman o Ariel Xaron. El municipi veí Jisr az-Zarqa, en canvi, és el municipi més pobre d'Israel, cosa que ha dut a alguns conflictes.